# Merodon lunatus
Merodon lunatus là một loài ruồi trong họ Ruồi giả ong (Syrphidae). Loài này được Fabricius miêu tả khoa học đầu tiên năm. Merodon lunatus phân bố ở vùng Fabricius